# Manuel Fernández (calciatore uruguaiano)
Manuel Elías Fernández Guzmán (Montevideo, 25 gennaio 1989) è un calciatore uruguaiano, difensore del Coquimbo Unido.

## Carriera
Ha giocato nella prima divisione cilena.